# Polly Woodside
Polly Woodside – trzymasztowy bark o kadlubie z żelaza, zbudowany w Belfaście, znajdujący się obecnie w Melbourne (Australia). Od 1968 statek muzeum.

## Historia
Polly Woodside został zbudowany w 1885 w Belfaście przez jedną z największych brytyjskich stoczni, Workman Clark & Co Ltd. na zamówienie Williama Woodside'a, armatora z Belfastu. Swoją nazwę otrzymał od zdrobniałego imienia żony armatora Marian – "Polly".
W latach 1885–1904 statek odbył 17 rejsów do wszystkich części świata (w tym Stany Zjednoczone, Afryka i Australia). 16 razy opłynął Przylądek Horn.
W 1904 został sprzedany przedsiębiorstwu z Nowej Zelandii i przemianowany na Rona. Obsługiwał głównie trasy pomiędzy Australią a Nową Zelandią. Rosnąca konkurencja ze strony parowców spowodowała, iż z Rony usunięto maszty i zaczęto wykorzystywać go jako lichtugę do przewozu węgla.
W 1943 statek został czasowo zarekwirowany przez australijską marynarkę wojenną Royal Australian Navy i odholowany na wody Nowej Gwinei, gdzie był wykorzystywany jako barka dostarczająca paliwo dla okrętów wojennych.
Po II wojnie światowej statek został odholowany z powrotem do Melbourne, gdzie przez następne 20 lat był ponownie wykorzystywany jako lichtuga węglowa.

## Restauracja statku
Swoje przetrwanie Polly Woodside zawdzięcza po części amerykańskiemu entuzjaście żeglarstwa, byłemu dyrektorowi Muzeum Morskiego w San Francisco, Karlowi Crouchowi Kortumowi, który w 1946 odwiedził Melbourne. W 1961 dzięki niemu statkiem zainteresował się Graeme Robertson z Narodowego Powiernictwa Australii (National Trust of Australia).
Do 1968 Rona był ostatnim handlowym statkiem transoceanicznym z ożaglowaniem rejowym nadal pływającym na wodach Australazji. W tym samym roku jego ówczesny właściciel, firma Howard Smith Industries, sprzedała go Narodowemu Powiernictwu Australii (oddział w stanie Victoria) za jednego centa do renowacji pod pierwotną nazwą.
Polly Woodside po obszernych i szczegółowych badaniach odrestaurowano w latach 1972–1978 przeznaczając go na statek-muzeum, w którym zwiedzający mogliby zapoznać się z technicznymi aspekty XIX-wiecznej żeglugi i z życiem załogi. Większość prac restauracyjnych statku wykonał zespół wolontariuszy.
17 października 1988 w uznaniu jakości przeprowadzonych prac restauracyjnych Polly Woodside został odznaczony (jako siódmy z kolei statek) prestiżowym medalem World Ship Trust Medal dołączając do takich statków jak m.in.: Vasa (odznaczony jako drugi 21 kwietnia 1982), Mary Rose (odznaczony jako trzeci 28 października 1982) czy Cutty Sark (odznaczony jako siedemnasty 9 maja 2000).
W 2007 statek Polly Woodside został wpisany na listę Dziedzictwa Stanu Victoria (Victorian Heritage Register) pod numerem H2116 mając od tej chwili zapewniony najwyższy poziom ochrony ze strony państwa.

## Suchy dok Duke & Orr Dry Dock
Podczas swoich lat jako hulk węglowy, Polly Woodside był wiele razy zadokowany w suchym doku Duke's & Orr's Dry Dock w Melbourne. W 1978 roku rząd stanu Victoria znalazł dla niego stałe lokum. Suchy dok jest jednym z niewielu zabytków z ekspansywnego niegdyś sektora budowy i naprawy statków, rozciągającego się wzdłuż południowego brzegu rzeki Yarra na odcinku 5 kilometrów. Dok został zbudowany w 1875 i odbudowany w 1901 z nową stacją pomp, maszynami i urządzeniami. Dok, bramy, maszyny i stacja pomp przetrwały w dużym stopniu w stanie nienaruszonym, chociaż jego basen został częściowo wypełniony a długość zmniejszona. Dok ma obecnie około 107 m długości, 24 m szerokości i 7 m głębokości.
W chwili jego zamknięcia w sierpniu 1975 był najstarszym i najdłużej czynnym prywatnym suchym dokiem w stanie Victoria, będąc w niemal nieprzerwanym użytkowaniu przez 100 lat.